# Casazza
Casazza är en ort och kommun i provinsen Bergamo i regionen Lombardiet i Italien. Kommunen hade 4 031 invånare (2018).